# 大みそかシネマスペシャル
『大みそかシネマスペシャル』（おおみそかシネマスペシャル）は、テレビ東京で2008年から2011年までの12月31日の午後に放送されていた特別番組（映画番組）である。

## 概要
テレビ東京の大晦日は、1990年代では『寅さんシリーズ』などの映画を断続的に放送していたが、2000年代に入ると、この年放送された『新春ワイド時代劇』の分割再放送を、次回（翌々日の1月2日放送）放送分の予告も兼ねて放送していた。そして2008年より、久し振りの映画特番を編成する様になった。
放送された映画は全て日本映画で、この年の話題に関する作品で構成されている。
2011年放送の『上を向いて歩こう』を以て幕を降ろし、2012年と2013年は『カラオケ★バトル』、2014年は『大食い世界一決定戦』の再放送がそれぞれ行われている。
そして2016年には、『土曜スペシャル』の名企画『ローカル路線バス乗り継ぎの旅』を映画化した『ローカル路線バス乗り継ぎの旅 THE MOVIE』を13:30 - 16:00で地上波初放送、枠外ではあるが5年振りに大晦日映画放送が復活した。

## 放送時間
- 2008年のみ13:35 - 15:55で、それ以降は15:00 - 17:00（JST）。
  - 2008年版が早く始まったのは、直後番組『第41回 年忘れにっぽんの歌』が、この年は同日で閉鎖となる新宿コマ劇場の最終公演のための特別編成として、16:00 - 21:30の拡大版となったためである。

## 放送作品一覧

### 2008年
『オリヲン座からの招待状』
- 2007年東映作品
- 脚本：いながききよたか
- 監督：三枝健起
- 出演者：宮沢りえ、加瀬亮、宇崎竜童、中原ひとみ ほか

### 2009年
『続サラリーマン忠臣蔵』
- 1961年東宝作品
- 脚本：笠原良三
- 監督：杉江敏男
- 出演者：森繁久彌、加東大介、小林桂樹、三船敏郎、東野英治郎 ほか
- VTR出演：神津善行（本作の劇伴）、司葉子（早野軽子役） ほか
- 番組予告ナレーター：TARAKO
- この年の11月10日に逝去した森繁久彌を偲んでの編成。
- 正編は放送されなかったが、本作冒頭の「あらすじ」は放送、放送では（一部を除き）出演者と配役のテロップが添えられた。

### 2010年
『エレキの若大将』
- 1965年東宝作品
- 脚本：田波靖男
- 監督：岩内克己
- 出演者：加山雄三、星由里子、田中邦衛、有島一郎、飯田蝶子 ほか
- VTR出演：加山雄三
- この年の加山の芸能生活50周年を記念して編成。

### 2011年
『上を向いて歩こう』
- 1962年日活作品
- 脚本：山田信夫
- 監督：舛田利雄
- 出演者：坂本九、浜田光夫、吉永小百合、高橋英樹、ダニー飯田とパラダイス・キング 他
- VTR出演：高橋英樹（松本健役）
- 本作の元となった楽曲『上を向いて歩こう』が、「東日本大震災」の復興ソングとして使われたのに因んで編成。また2011年は前述の楽曲が誕生して50周年であり、更に坂本九生誕70周年でもあった。
- ラストの合唱シーンでは、『上を向いて歩こう』の歌詞テロップが添えられた。
- なお、この後ステブレレスで接続開始された『第44回 年忘れにっぽんの歌』では、OPとEDで出演者全員による『上を向いて歩こう』が歌われた。